# 天空キックボクシング協会
天空キックボクシング協会（てんくうキックボクシングきょうかい）は、日本のキックボクシング団体。2005年に設立され、2011年に活動停止。

## 歴史
2005年8月28日に女子キックボクシング興行「天空」としてディファ有明で旗揚げ。旗揚げ戦ではキックボクシングの他に総合格闘技ルールなども織り込み、極真空手の演舞などのエンタテインメントも取り入れていた。当初は事務局組織であったが、2006年5月に「天空キックボクシング協会」として団体化。加藤重夫が新日本キックボクシング協会から離脱して会長に就任し、28日に新宿FACEで行われた第4回興行より協会主催となる。神風杏子が第3回興行より「競技統括」に就任。9月24日の新宿FACEでの第5回興行から男子の試合も実施されるようになり、当時14歳の藤鬥嘩裟がデビュー。
2007年1月14日の大会は初めてすべて男子の試合となり、年少世代の「ジュニアキックボクシング」も組み込まれた。同年7月22日の大会を最後に一時休止。
2011年2月28日に興行主体として株式会社天空を設立して活動を再開。3月24日に後楽園ホールで3年半ぶりの大会開催を予定していたが、東日本大震災の影響により旗揚げ戦を含む3大会が中止となり、再開スケジュールは白紙に戻された。再開第1回は11月23日に決定していたが諸般の事情により中止となり、以降は活動停止。

## 大会一覧
| 大会名                                                                      | 開催年月日     | 会場         | 開催地       |
| --------------------------------------------------------------------------- | -------------- | ------------ | ------------ |
| キックボクシング「天空」 〜四季〜                                           | 2007年7月22日  | 新宿FACE     | 東京都新宿区 |
| キックボクシング「天空」 〜東西南北〜                                       | 2007年4月15日  | 新宿FACE     | 東京都新宿区 |
| キックボクシング「天空」 〜星雲〜                                           | 2007年1月14日  | 新宿FACE     | 東京都新宿区 |
| キックボクシング「天空」 〜希望〜                                           | 2006年9月24日  | 新宿FACE     | 東京都新宿区 |
| 女子キックボクシング「天空」“響き” 〜女の夢 全て託して舞い上がれ〜          | 2006年5月28日  | 新宿FACE     | 東京都新宿区 |
| 女子キックボクシング「天空」“New Beginning” 〜女の夢 全て託して舞い上がれ〜 | 2006年3月4日   | 新宿FACE     | 東京都新宿区 |
| 女子キックボクシング「天空」〜大和撫子の闘い〜 第2回大会                    | 2005年11月18日 | ディファ有明 | 東京都江東区 |
| 女子キックボクシング「天空」〜大和撫子の闘い〜                              | 2005年8月28日  | ディファ有明 | 東京都江東区 |